# Klasztor Franciszkanów w Łodzi (ul. Krasickiego)
Klasztor franciszkanów w Łodzi (ul. Krasickiego) – franciszkański klasztor katolicki przy ulicy Krasickiego 2a w Łodzi położony jest w pobliżu ulicy Rzgowskiej i kościoła Matki Bożej Anielskiej.
To jeden z czterech klasztorów warszawskiej Prowincji Matki Bożej Niepokalanej Zakonu Braci Mniejszych Konwentualnych w Łodzi.
Klasztor, kanonicznie erygowany został 20 maja 1947 przez komisarza generalnego o. Hadriana Leduchowskiego. Mieścił się wtedy w starym drewnianym budynku z 1900 roku, przeznaczonym do rozbiórki. W 1986 roku rozpoczęto budowę nowego klasztoru na działce przy ul. Krasickiego. Budowa oraz przystosowanie wnętrza trwało do 1997 roku. Rozbiórka starego klasztoru przy ul. Krasickiego 1 została dokonana na przełomie lat 1994–1995.
W kwietniu 1996 roku otwarto w części klasztoru środowiskową kaplicę dla dzieci z biednych i patologicznych rodzin. W 1997 roku odnowiono fasadę kościoła oraz zagospodarowano plac przy kościele.
4 października 1997 roku w obecności ks. abpa Władysława Ziółka i o. prowincjała Józefa Łapińskiego został poświęcony klasztor i Ośrodek Duszpastersko-Charytatywny. W klasztorze ma swoją siedzibę oddział „Radia Niepokalanów”.